# Metropolregion Maringá
Município (Brasilien)Die Metropolregion Maringá, portugiesisch Região Metropolitana de Maringá (RMM), ist eine Metropolregion im brasilianischen Bundesstaat Paraná. Sie wurde am 17. Juli 1998 durch Ergänzungsgesetz Nr. 83 eingerichtet und hat ihren Sitz in der Stadt Maringá. Sie besteht aus 26 Städten (Municípios).
Hauptzweck ist ein Managementsystem für öffentliche Aufgaben der gemeinsamen Interessen der abgedeckten Gemeinden. Diese Ballungsräume haben keine Rechtspersönlichkeit wie Gebietskörperschaften, auch können die Bürger keine Vertreter unmittelbar in die Metropolverwaltungen wählen. 
Die Metropolregion bestand bei Gründung 1998 aus den acht Gemeinden Maringá, Ângulo, Mandaguari, Iguaraçu, Mandaguaçu, Paiçandu, Marialva und Sarandi. Viermal wurden weitere Gemeinden aufgenommen: Durch das Gesetz Lei Nº 13565 von 2002 die Gemeinde Floresta, durch das Ergänzungsgesetz Nr. 110 von 2005 die Gemeinden Doutor Camargo, Itambé, Astorga und Ivatuba, durch das Ergänzungsgesetz Nr. 127 von 2010 die zwölf Gemeinden Bom Sucesso, Jandaia do Sul, Cambira, Presidente Castelo Branco, Flórida, Santa Fé, Lobato, Munhoz de Mello, Floraí, Atalaia, São Jorge do Ivaí und Ourizona, zuletzt (Stand 2021) durch das Ergänzungsgesetz Nr. 145 von 2012 die Gemeinde Nova Esperança.
Sämtliche Gemeinden liegen auf der dritten paranaischen Hochebene, dem Terceiro Planalto Paranaense.
Maringá ist die drittgrößte Gemeinde in Paraná, bei der Volkszählung 2010 lagen sieben Gemeinden bei 20.000 bis 100.000 Einwohnern, zwei Gemeinden hatten bis zu 20.000 Einwohnern und die Mehrheit (18) der Gemeinden hatte eine Bevölkerung von weniger als 10.000 Einwohnern. Von der Gesamtzahl der Gemeinden bilden nur fünf davon das Gebiet der Bevölkerungskonzentration, d. h. nur eine kleine Anzahl von Gemeinden ist tatsächlich Teil des Ballungsraums.

## Demografie und Ausdehnung
| Ângulo                    | 2.859   | 2.930 ▲   | 106,021 |
| Astorga                   | 24.698  | 26.209 ▲  | 434,792 |
| Atalaia                   | 3.913   | 3.881 ▼   | 137,663 |
| Bom Sucesso               | 6.561   | 7.068 ▲   | 322,755 |
| Cambira                   | 7.236   | 7.917 ▲   | 163,388 |
| Doutor Camargo            | 5.828   | 5.983 ▲   | 118,279 |
| Floraí                    | 5.050   | 4.906 ▼   | 191,133 |
| Floresta                  | 5.931   | 6.851 ▲   | 158,226 |
| Flórida                   | 2.543   | 2.699 ▲   | 83,046  |
| Iguaraçu                  | 3.982   | 4.440 ▲   | 164,983 |
| Itambé                    | 5.979   | 6.109 ▲   | 243,822 |
| Ivatuba                   | 3.010   | 3.279 ▲   | 96,661  |
| Jandaia do Sul            | 20.269  | 21.230 ▲  | 187,600 |
| Lobato                    | 4.401   | 4.819 ▲   | 240,904 |
| Mandaguaçu                | 19.781  | 23.100 ▲  | 294,019 |
| Mandaguari                | 32.658  | 34.515 ▲  | 335,814 |
| Marialva                  | 31.959  | 35.804 ▲  | 475,564 |
| Maringá                   | 357.077 | 430.157 ▲ | 487,012 |
| Munhoz de Mello           | 3.672   | 4.009 ▲   | 137,018 |
| Nova Esperança            | 26.615  | 27.984 ▲  | 401,587 |
| Ourizona                  | 3.380   | 3.425 ▲   | 176,457 |
| Paiçandu                  | 35.936  | 41.773 ▲  | 171,379 |
| Presidente Castelo Branco | 4.784   | 5.351 ▲   | 155,734 |
| Santa Fé                  | 10.432  | 12.186 ▲  | 276,241 |
| São Jorge do Ivaí         | 5.517   | 5.543 ▲   | 315,088 |
| Sarandi                   | 82.847  | 97.803 ▲  | 103,501 |
| Insgesamt                 | 716.918 | 829.971   |         |